# ローゼンベルク (ヴュルテンベルク)
ローゼンベルク (ドイツ語: Rosenberg) は、ドイツ連邦共和国バーデン＝ヴュルテンベルク州シュトゥットガルト行政管区のオストアルプ郡に属す町村（以下、本項では便宜上「町」と記述する）である。

## 地理

### 位置
ローゼンベルクは、南東のエルヴァンゲンと北西のシュヴェービッシュ・ハルとの間、ともにシュヴェービッシュ＝フレンキッシェ森林山地に属するエルヴァンガー山地（西）からフィルングルント（東）への移行部に位置する。

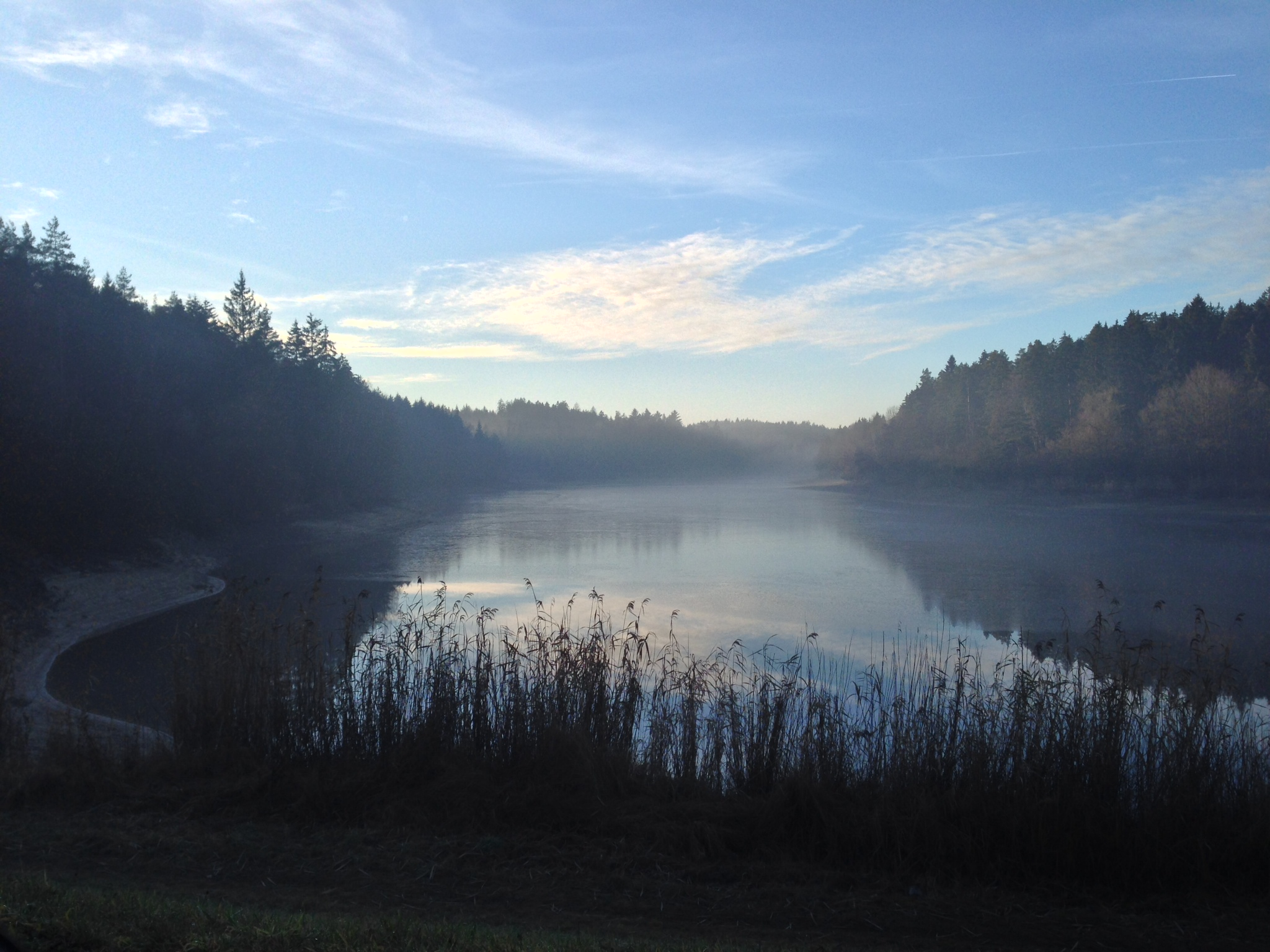
オルロート湖

ローゼンベルク町内で最も高い山はホーエンベルク（海抜 569 m）で、ここをフレンキッシュ＝シュヴェービッシャー・ヤーコプスヴェーク（聖ヤコブの巡礼路）が通っている。最低地点は町内東端近くオルロートの谷のオルロート湖下流の海抜 430 m よりやや低い地点である。アーデルマンスフェルデン＝レーメン北東のブリンデ・ロート川中流の谷の、南西の町境に接する河床はこれと同じくらいに深く切れ込んでいる。
町域の南北の最大幅は約 9.5 km、東西のそれは 7.5 km から 8 km である。
ローゼンベルクの町域の 60 %　以上が森に覆われている。集落は、大きなものが3つ、小さなものが3つの開墾地に分散している。最大の開墾地が町域の中心からやや北側に位置するローゼンベルガー入植地で、ローゼンベルクを中心とする集落群である。北の大きな開墾地にはフンメルスヴァイラー、南の大きな開墾地にはホーエンベルクを中心とする集落群がある。

### 隣接する市町村
この町は、東はヤクストツェル、南東はエルヴァンゲン (ヤクスト)、南はノイラーおよびアーデルマンスフェルデン（以上オストアルプ郡）、西はビューラーツェルおよびビューラータン、北はフランケンハルト（以上シュヴェービッシュ・ハル郡）と境を接している。

### 自治体の構成
自治体としてのローゼンベルクは、32の村落、小集落、家屋群からなる。

### 土地利用
| 土地利用種別面積 | 農業用地 | 森林   | 住宅地 | 産業用地 | 交通用地 | 水域  | レジャー用地 | その他 |
| ---------------- | -------- | ------ | ------ | -------- | -------- | ----- | ------------ | ------ |
| 面積 (km2)       | 12.28    | 25.49  | 0.67   | 0.32     | 1.09     | 0.47  | 0.08         | 0.62   |
| 占有率           | 29.9 %   | 62.1 % | 1.6 %  | 0.8 %    | 2.7 %    | 1.1 % | 0.2 %        | 1.5 %  |

州統計局の2015年現在のデータによる。

## 歴史
ローゼンベルクは、1344年にガラス工房と関連して初めて文献に記録されている。この工房は三十年戦争末期から1876年まで存続していた。いくつかの集落はこれよりも古い。たとえば、ホーホテンは早くも1024年に初めて記録されている。この地域は、何世紀もの間エルヴァンゲン修道参事会諸侯領に属していた。帝国代表者会議主要決議に基づく世俗化で、この地域はヴュルテンベルク王国領となり、オーバーアムト・エルヴァンゲンに編入された。このオーバーアムトは1938年にアーレン郡と改組された。1973年の郡の再編以降、ローゼンベルクは新しく成立したオストアルプ郡に属している。
フンメルスヴァイラーだけは1336年以降フェルベルクに属し、16世紀からは帝国都市シュヴェービッシュ・ハルに属していたが、19世紀初めの陪臣化によってやはりヴュルテンベルク王国領となった。

## 住民

### 宗教
エルヴァンゲン修道参事会諸侯領に属していたことから、宗教改革はローゼンベルクに影響を及ぼさず、この村は教皇に忠実なまま残された。フンメルスヴァイラーでは、シュヴェービッシュ・ハルに属していたため、ルター派の信仰が浸透した。このため、現在ローゼンベルクには、ローマ＝カトリック教会が2つ（ローゼンベルクとホーエンベルク）とフンメルスヴァイラーに福音主義教会が1つある。

## 行政

### 行政共同体
この町は、エルヴァンゲン (ヤクスト) 行政共同体に加盟している。

### 議会
この町の町議会は、議長を務める町長と、10人の議員で構成されている。

### 首長
トビアス・シュナイダーは、2018年4月に得票率 61.8 % で町長に選出された。

### 姉妹自治体
- モントワゾン（フランス語版、英語版）（フランス、ドローム県）1976年

## 文化と見所

### 建築

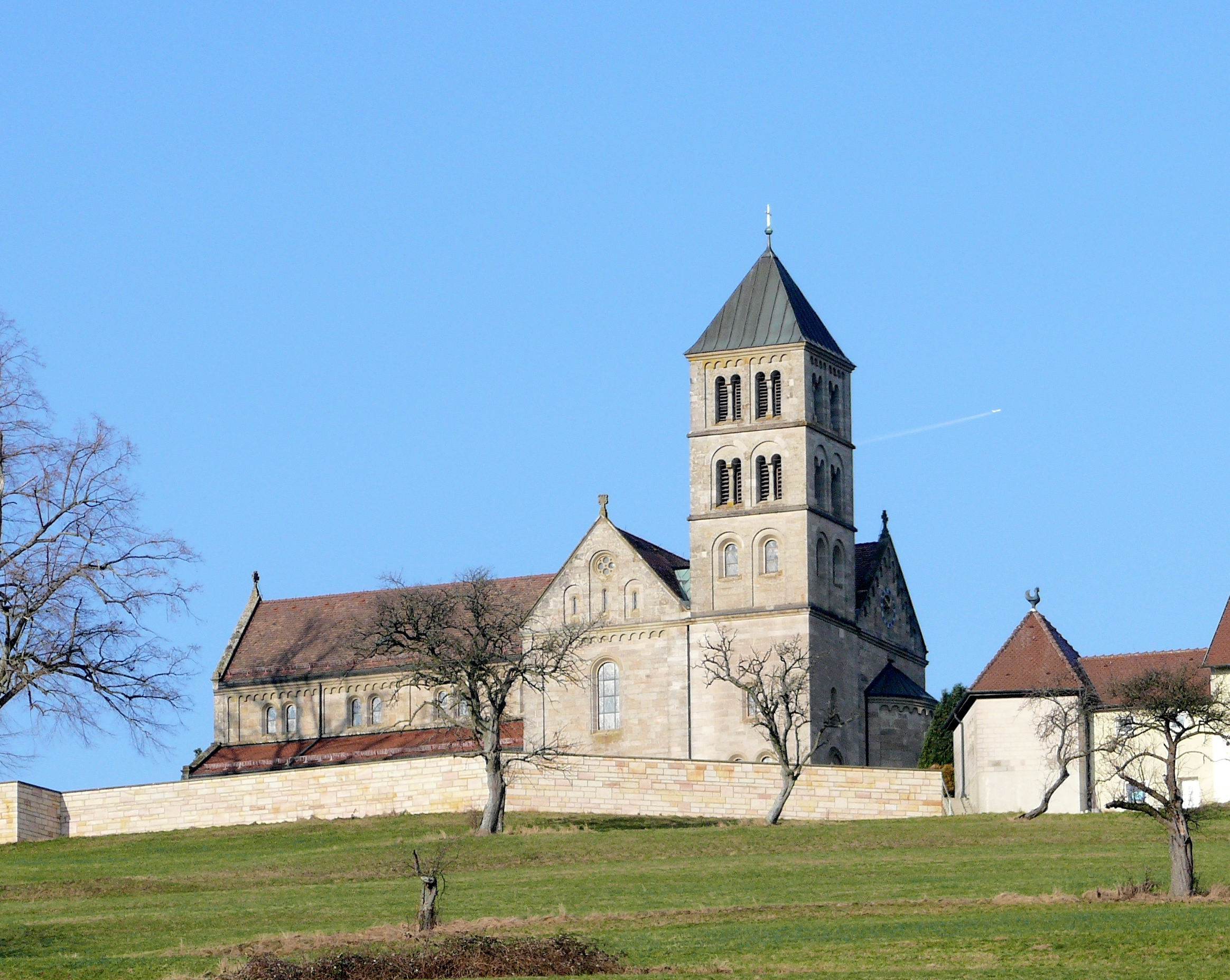
ホーエンベルクの聖ヤーコブス教会

ホーエンベルクには19世紀にネオロマネスク様式で建設されたヤーコブス教会がある。この教会は、芸術家ジーガー・ケーダーの数多くの装飾で飾られている。昔、同じ場所には11世紀のロマネスク様式のバシリカ教会があった。教会の西約 100 m の森の入り口にあたる巡礼の山の斜面にルルドの洞窟がある。

### 博物館・美術館
ギャラリー・美術館「アルテス・ラートハウス」は、ローゼンベルクの芸術家カール・シュティルナーやジーガー・ケーダーの作品を常設展示している。

## 経済と社会資本

### 交通
ローゼンベルクは、州道 L1060号線（エルヴァンゲン - シュヴェービッシュ・ハル）によって全国の道路網と結ばれている。

### 地元企業
- J. レッテンマイアー & ゼーネ: 天然繊維の加工業

### 教育
ローゼンベルクには、作業実科学校を伴う基礎課程・本課程学校カール＝シュティルナー＝シューレがある。これより上級の学校は、周辺へ進学する。幼児にはローマ＝カトリックの幼稚園が2園ある。